# Parco letterario Salvatore Quasimodo
Il Parco letterario Salvatore Quasimodo si trova a Roccalumera luogo d'origine della famiglia Quasimodo. È stato fondato dai fratelli Carlo e Sergio Mastroeni, con i quali collabora stabilmente Alessandro Quasimodo, attore e regista, figlio del poeta.
Il Parco Letterario Quasimodo ha sede nella dismessa stazione ferroviaria  a ricordo della professione del padre Gaetano e del nonno Vincenzo, per anni vice sindaco di Roccalumera. Il museo, ospitato all’interno dei locali della stazione Fs, conserva documenti, mobili, cimeli appartenuti a Quasimodo, tra cui la Laurea Honoris Causa dell'Università di Messina e lo studio della sua casa milanese. Nell’ex scalo merci della stazione si trova il treno-museo, ospitato su cinque carri merci d’epoca, dov’è esposta una mostra fotografica sulla vita e sulle opere di Salvatore Quasimodo, realizzata e donata dal critico Sergio Palumbo.
La visita prosegue nella Torre Saracena, citata nella poesia “Vicino a una Torre Saracena, per il fratello morto” scritta in memoria del fratello Vincenzo. All'interno è esposta una stampa del ‘700 che raffigura le sue antiche fattezze e le gouaches, dipinti personalmente da Salvatore Quasimodo.
Del paese di Roccalumera è figlio Salvatore Quasimodo: qui vi nacque e morì il padre e gran parte della famiglia. La nonna Rosa Papandrea, originaria di Patrasso, è personaggio chiave al fine di comprendere la sua vena di grande traduttore dei classici, greci e latini. Arrivò a Roccalumera 5 giorni dopo la sua nascita e ha ricevuto il battesimo l'11 settembre 1901 nella chiesa della Madonna Bambina, da Francesco Maria Di Francia. A Roccalumera, sulla via Umberto I, sorgeva la casa familiare, edificata da nonno Vincenzo. Qui Salvatore Quasimodo visse gli anni dell'infanzia e giovinezza, venendo sempre ogni estate presso i nonni a fare i bagni nel limpido Mare Jonio, ed a giocare all'ombra della monumentale Torre Saracena che oggi è sede del Parco Letterario Salvatore Quasimodo di Roccalumera. Vi tornava spesso da grande per venire a trovare i parenti. Qui venne subito dopo il conseguimento del Premio Nobel per la letteratura nel 1959, per riabbracciare omaggio all'anziano padre. Molte furono le liriche che Quasimodo ambientò a Roccalumera.
Il parco è luogo di numerosi meeting e manifestazioni. In tale contesto gli organizzatori del parco sono stati invitati a portare la loro testimonianza in vari convegni e in vari progetti europei e nel Programma Socrates, tra i quali il progetto "Virtual Museum" al quale hanno partecipato le Università di Riga, Malta, Copenaghen oltre a prestigiose istituzioni italiane ed europee.

## Salvatore Quasimodo e Roccalumera
Legata a Roccalumera è la figura di Salvatore Quasimodo, premio Nobel per la Letteratura 1959: qui nacque ed è sepolta tutta la famiglia del Poeta. Tra i familiari vi è anche la nonna Rosa Papandrea, figlia di profughi di Patrasso che è personaggio chiave al fine di comprendere la sua vena di grande traduttore dei classici, greci e latini. Per questo particolare legame Salvatore Quasimodo vantò sempre un'origine siculo-greca. 

Sulla via Umberto I sorge la casa familiare, edificata da Vincenzo Quasimodo, nonno del Poeta che all’inizio del ‘900 ebbe la carica di componente della Giunta Comunale e di Vicesindaco.

Salvatore Quasimodo arrivò a Roccalumera 5 giorni dopo la nascita (avvenuta per caso a Modica) e qui ha ricevuto il battesimo l’11 settembre 1901 nella chiesa della Madonna Bambina. La funzione religiosa venne celebrata da Mons. Francesco Maria Di Francia.

Qui visse gli anni dell’infanzia e della giovinezza restandone particolarmente affezionato. In una sua intervista afferma di aver scritto la sua prima lirica all’età di quattordici anni sulla spiaggia della cittadina Jonica. Successivamente, Roccalumera, divenne anche luogo d’ispirazione di molte poesie tra cui “Vicino a una torre saracena” (1949) ambientata nel piazzale antistante la Torre Saracena dove amava trascorre le giornate da bambino insieme ai suoi fratelli e amici.

A Roccalumera sono ispirate liriche, tra le più belle del canto poetico moderno, quali “Vicolo”, “Vicino a una Torre Saracena”, “Lettera alla madre” e “Al Padre” e “Fresca Marina”. Qui Quasimodo ha tradotto testi e ha scritto versi.
Da adulto e già molto famoso amava tornare a Roccalumera per incontrare i parenti e trascorrere i periodi di vacanza.
Qui venne pochi giorni dopo il conferimento del Premio Nobel per la letteratura nel dicembre del 1959, riabbracciando il padre ultranovantenne.

L’ultima visita del Poeta a Roccalumera risale al 1967, pochi mesi prima della sua scomparsa.
Anche la sorella del Poeta, anch’essa letterata, Rosina Quasimodo, sposa di Elio Vittorini, è sepolta nel cimitero di Roccalumera.

Il 14 dicembre 2009 il Consiglio Comunale di Roccalumera, in seduta solenne convocata nell’Antica Filanda, con voto unanime, ha conferito la cittadinanza onoraria postuma a Salvatore Quasimodo iscrivendo il Poeta nell’anagrafe cittadina, che solo la circostanza del momentaneo soggiorno per lavoro del padre fuori da Roccalumera aveva negato, essendo invece la famiglia di pieno titolo figlia della cittadina di Roccalumera.
Nell’agosto del 2017 il comune di Roccalumera ha conferito all’attore Alessandro Quasimodo, figlio del poeta, la cittadinanza onoraria.

## ClubAmici di Salvatore Quasimodo
Il Parco Letterario è gestito dal Club Amici di Salvatore Quasimodo, organizzazione sorta per diffondere l'opera e la figura del poeta, che ha la sua sede generale presso la Torre Saracena, con sedi istituite anche a Modica, a Patti-Tindari, Messina, Siracusa, Firenze e Milano. È stata costituita anche una sezione internazionale del Club, che ha la sede presso il Istituto Italiano di Cultura di Vienna; è presieduta da Alessandro Quasimodo, con vicepresidenti, Dante Arnaldo Marianacci, poeta e scrittore insignito del titolo di Amico Onorario di Salvatore Quasimodo, direttore dell'Istituto Italiano di Cultura di Vienna, e Joseph Farrell, docente all'Università di Glasgow.
Tra gli obiettivi, anche quello di promuovere il gemellaggio tre Balatonfüred e Roccalumera in nome di Salvatore Quasimodo, la fondazione di un Premio Letterario in Italia e una scuola di lingua italiana. A Messina, presso la sede della Provincia, esiste una galleria culturale dedicata al poeta dove è presente una serie di immagini sia del poeta che della famiglia e la medaglia del Nobel.